# Mordellistena lesbia
Mordellistena lesbia es una especie de coleóptero de la familia Mordellidae.

## Distribución geográfica
Habita en Grecia.